# Défina
Défina is een gemeente (commune) in de regio Sikasso in Mali. De gemeente telt 8000 inwoners (2009).